# セッラマッツォーニ
セッラマッツォーニ（伊: Serramazzoni）は、イタリア共和国エミリア＝ロマーニャ州モデナ県にある、人口約8,700人の基礎自治体（コムーネ）。

## 地理

### 位置・広がり

#### 隣接コムーネ
隣接するコムーネは以下の通り。
- フィオラーノ・モデネーゼ
- マラネッロ
- マラーノ・スル・パーナロ
- パヴッロ・ネル・フリニャーノ
- ポリナーゴ
- プリニャーノ・スッラ・セッキア
- サッスオーロ

### 気候分類・地震分類
セッラマッツォーニにおけるイタリアの気候分類 (it) および度日は、zona F, 3314 GGである。
また、イタリアの地震リスク階級 (it) では、zona 3 (sismicità bassa) に分類される。

## 行政

### 分離集落
セッラマッツォーニには、以下の分離集落（フラツィオーネ）がある。
- Casa Bartolacelli, Stella, Faeto, Ligorzano, Monfestino, Montagnana, Montardone, Pazzano, Pompeano, Rocca Santa Maria, Riccò, San Dalmazio, Selva, Valle, Varana